# Aulacodes crassicornalis
Aulacodes crassicornalis là một loài bướm đêm trong họ Crambidae.